# نسرين سروري
نسرين سروري ممثلة ومقدمة برامج بحرينية، بدأت تقديم البرامج منذ 2008 والتمثيل منذ 2014، وقد قدّمت عددا من البرامج في قناة البحرين الرياضية وتلفزيون الكويت.

## أعمالها

### في التلفزيون
- الحب سلطان.
- حنين السهارى.
- واتساب أكاديمي.
- وجوه محرمة (بطولة مطلقة).
- الذاهبة
- طربان
- منا وفينا.
- غريب بين أهله.
- تحالف الصبار.
- الضريرة و الحب.
- مسرحية الوشاح السحري
- مسرحية آه يالقهر

## روابط خارجية
- نسرين سروري على موقع قاعدة بيانات الأفلام العربية